# Valeria Fabrizi
Valeria Fabrizi (* 20. Oktober 1936 in Verona) ist eine italienische Schauspielerin und Sängerin.

## Leben
Fabrizi nahm an Schönheitswettbewerben teil (auch an dem zur Miss Universum 1957, bei dem sie Vierte wurde) und debütierte als Darstellerin in der Rolle der Soubrette in der Theatersaison 1954/55; im Scarnicci-Tarabusi-Stück Passo doppio trat sie neben Ugo Tognazzi, Schauspielerin und Gino Bramieri auf. Für die schöne, braunhaarige, kurvenreiche und lässig agierende Darstellerin folgten zwei Garinei-und-Giovannini-Komödien, Carlo non farlo und L'adorable Giulio mit Carlo Dapporto. Dabei lernte sie auch ihren zukünftigen Mann, Tata Giacobetti vom „Quartetto Certo“, kennen, mit dem sie von 1964 bis zu dessen Tod 1988 verheiratet war. Nach dem Bühnenstück Una storia in blue-jeans (mit Erminio Macario und Carlo Campanini) nahm Fabrizi erste Fernsehangebote an: Il mattatore (1959, mit Vittorio Gassman) und musikalische Sendungen wie Il teatrino di Walter Chiari, erfolgreiche Komödien wie Mezzanotte con l'eroe unter der Regie von Leonardo Cortese und Il collegio degli scandali unter Regie von Flaminio Bollini und Carla Ragionieri. Auch Krimiverfilmungen (Un certo Harry Brent nach Francis Durbridge, 1970) und Gastauftritte in Fernsehserien und -reihen für Regisseure wie Anton Giulio Majano und neben Alberto Lupo finden sich in den Fernsehauftritten der Künstlerin.
1962 hatte sie mit dem Ensemble um Marina Bonfigli, Vittorio Sanipoli und Aldo Giuffrè in Boeing-Boeing von Marc Camoletti gespielt und unter der Regie von Silverio Blasi mit Hélène Chanel und Susanne Loret die verführerischen Stewardessen verschiedener Airlines gespielt; dabei wurde wiederholt ihr komödiantisches Talent gelobt.
Ihre ausgeprägte Filmkarriere bot Fabrizi allerdings kaum die Möglichkeit, ihre Fähigkeiten vollständig zu demonstrieren und presste sie wieder und wieder in gleiche Rollenschemata, in denen sie meist nur schmückendes Beiwerk war; zwischen 1955 und 1967 entstanden eine große Anzahl von künstlerisch kaum beachtlichen und wenig in Erinnerung gebliebenen Gebrauchsfilmen, die ihre Popularität zwar konstant, aber niemals auf höchstem Niveau hielten. Auch erneut verstärkte Tätigkeiten Mitte der 1970er Jahre und die gelegentlichen Gastspiele auf der Leinwand seit 1981 änderten daran nichts. Immer wieder war sie auf den begleitenden Filmmusiken der Werke mit Liedeinspielungen zu hören.
Ihre Fernsehkarriere war dagegen etwas interessanter; so war sie 1981 in Nel silenzio della notte und später in Storia di Anna zu sehen; es folgten weitere Aufgaben in Serienfolgen und Miniserien, so auch 2011 im Fernsehfilm Che Dio ci auiti von Elena Sofia Ricci und im Jahr darauf für Pupi Avati.
In Fabrizis Schaffen finden sich auch Fotoromane, Radiostücke und Synchronaufgaben. 1970 erschien die Single Un amico.

## Filmografie (Auswahl)
- 1955: Der goldene Falke (Il falco d'oro)
- 1955: Ein Held unserer Tage (Un eroe di nostri tempi)
- 1955: Die schönste Frau der Welt (La donna più bella del mondo)
- 1955: Vater, wir wollen heiraten (Ragazze d'oggi)
- 1956: Der goldene Falke (Il falco d'oro)
- 1957: Die Verlobten des Todes (I fidanzati della morte)
- 1958: Ohne Dich kann ich nicht leben
- 1959: Kastell der Verräter (IL cavaliere senza terra)
- 1959: Überraschungen in der Liebe (Le soprese dell'amore)
- 1960: Adua und ihre Gefährtinnen (Adua e le compagne)
- 1960: Akiko (Akiko)
- 1961: Der Erpresser ruft an (Un figlio d'oggi)
- 1961: Ferien in der Silberbay (Vacanze alla baia d'argento)
- 1961: Die prächtigen Sieben (Le magnifiche sette)
- 1962: …mit Damenbedienung (Le massaggiatrici)
- 1962: Die Zitadelle von San Marco (Il grande ribelle (Mathias Sandorf))
- 1963: Treffpunkt Tanger (Finché dura la tempesta (Beta Som))
- 1966: Ringo mit den goldenen Pistolen (Johnny Oro)
- 1971: Als die Frauen das Bett erfanden (Quando gli uomini armarono la clava e… con le donne fecero din-don)
- 1971: I quattro pistoleri di Santa Trinità
- 1973: Mädchen im Knast (Diario segreto da un carcere femminile)
- 1975: Schüler lieben hübsche Hasen (Grazie nonna)
- 1991: Junge Liebe (I ragazzi del muretto) (Fernsehserie, 1 Folge)
- 1997: Priester im Einsatz (Un prete tra noi) (Fernsehserie, 1 Folge)
- 2011: Don Matteo (Fernsehserie, 1 Folge)
- 2013: Un matrimonio (Fernseh-Miniserie)